# كاثرين بيل
كاثرين ليزا بيل (بالإنجليزية: Catherine Bell)‏ (ولدت: 14 أغسطس 1968-) في العاصمة الإنكليزية لندن بالمملكة المتحدة. هي الممثلة الاميركية المعروفة عن دورها اللفتنانت كولونيل سارة ماكنزي في العرض التلفزيوني JAG الذي أستمر معروضاً من 1997 إلى 2005. حالياً تشتهر في المسلسل التلفزيوني زوجات الجيش Army Wives حيث تقوم بدور دينيس شيروود Denise Sherwood.

## حياتها المبكرة
ولدت كاثرين بيل في لندن، انكلترا، أبنة منى، مساعد شخصي وممرضة، وبيتر بيل مهندس معماري، أمها إيرانية وأبوها اسكتلندي.

## حياتها الشخصية
كاثرين بيل تتحدث اللغتين الفارسية والإنكليزية بطلاقة. هواياتها، انها مولعة بقيادة الدراجات النارية والتزحلق على الجليد والتزلج والكيك بوكسنغ، والتي قالت انها كانت تمارسها لأكثر من 10 أعوام. ومن هواياتها أيضاً الخياطة وصنع موديل سيارات والذي كانت تقوم به منذ كان عمرها 8 سنوات فقط، التقت بالممثل ومساعد الإنتاج آدم بيسون في موقع تصوير الفلم (الموت يصبح لها Death Becomes Her) في عام 1992 (حيث كانت البديل المزدوج لايزابيلا روسيليني)وتزوجا في 8 آيار/مايو، 1994.
لديهما بنت اسمها جيما ولدت في 16 نيسان/أبريل 2003،
وولد اسمه رونان ولد في 21 آب/أغسطس 2010،
أنفصل الزوجين في تشرين الأول/ أكتوبر 2011.
كانت كاثرين بيل منظمة كبيرة لسلسلة سباقات كأس ناسكار نكستل NASCAR Nextel Cup Series race في سباق الدراجات النارية الدولية في دوفر في 3 حزيران/ يونيو 2007
في دراسة استقصائية عن 70 من المشاهير من قبل الأخبار الرياضية قبل مباراة السوبر بول عام 2002، نجحت كاثرين بيل في التوقع ان فريق نيو انغلاند باتريوتس New England Patriots سيفوز على فريق أكباش سانت لويس St. Louis Rams في سوبر بول السادس والثلاثون 20-17. في الواقع تم كتابة المادة بعد مباريات بطولة NFC و AFC ؛ بيل خمنت بشكل صحيح النتيجة، ولكن الفرق كانت قد قررت ذلك مسبقا.
في آب/ أغسطس 2007 عرضت كاثرين بيل وزوجها آدم، منزلهما في كالابأساس Calabasas بولاية كاليفورنيا California في السوق بسعر 3.25 مليون دولار، وانتقلا إلى ولاية كارولينا الجنوبية South Carolina.
خلال إضراب الكُتَّاب في هوليوود، أخذت كاثرين بيل دروسا في الطيران في سيروس سي آر 22 Cirrus SR22
وعندما كانت في العشرين من عمرها، أصيبت بسرطان الغدة الدرقية وقد أضطرت لإزالة الغدة الدرقية للتخلص من السرطان وهي لا تغطي الندبة التي خلفها المرض على عنقها لانها تعتقد «انها نوع من التهدئة kind of cool»

## معتقداتها Scientology
على الرغم من أن كاثرين بيل نشأت على مذهب الروم الكاثوليك وكانت تواظب الحضور في المدرسة الكاثوليكية «كل الفتيات» (المدرسة العليا سيدة كورفاليس Our Lady of Corvallis في لوس انجلوس) الا انها الآن تمارس السيانتولوجيا (أو العِلمولوجيا، تشكل مجموعة من التعاليم الدينية والمعتقدات، تستند إلى فلسفة علمانية تأسست عام 1952 من قبل المؤلف رون هوبارد، من ثم أعاد نفس المؤلف صياغتها باعتبارها «فلسفة دينية تطبيقية»)وهي تسعى لتحقيق الدولة العلمانية الواضحة، وكانت قد أيدت تعليم هوليوود العلمانية ومشروع محو الأمية، في كانون الأول/ ديسمبر 2005 ساعدت كاثرين بيل في افتتاح مهرجان لجنة المواطنين لحقوق الإنسان (متحف «صناعة الموت» للطب النفسي)
في شباط/ فبراير 2006 ظهرت بيل في موسيقى وفيديو السيانتولوجيا سميت بـ «المتحدة». الفيلم يتضمن عروضا من قبل هايز إسحاق، اريكا كريستنسن، جينا الفمان، ولينزي بارتيلسون، وتعزز حقوق الإنسان بأغنية الراب.

## مسيرتها الفنية
أحد أول أعمالها كموديل كان في اليابان وعندما عادت إلى كاليفورنيا درست التمثيل في مسرح بيفرلي هيلز Beverly Hills Playhouse مع ميلتون كاتسيلاس Milton Katselas (ولد في 22 ديسمبر 1933 - ت 24 أكتوبر 2008) (كان مخرجاً اميركياً ومدرباً هوليووداً شهيراً لمسرح بيفرلي هيلز). وكانت كاثرين بيل مدلكة مساج حرة وكان من زبائنها المغني بيتر غابرييل Peter Gabriel. كانت في عرض لعبة (لقول الحقيقة To Tell the Truth) (لعبة لوحة تلفزيونية أمريكية American television panel game) في عام 1990 حيث ذكرت بأنها كانت مدلك معالج (كانت واحدة من المخادعين في العرض حيث كانت تؤدي دور مخادع في البديل البدني تدعى شيلي ميشيل).
وكان أول أدوارها التمثيلية التلفزيونية سطر واحد فقط في المسرحية الهزلية (السكر والتوابل Sugar and Spice) عام (1990).
في عام 1996 بدأت كاثرين بيل بلعب دورها في شخصية مشاة البحرية اللفتنانت كولونيل سارة ماكينزي Sarah MacKenzie، في المسلسل التلفزيوني جاك JAG، وقد استمرت بالقيام بهذا الدور في المسلسل التفلزيوني المذكور بتواصل حتى عام 2005، وقد أشتهرت بهذا الدور ويعد أبرز ما مثلت.
ومنذ عام 2007 تلعب كاثرين بيل «وما زالت» دور البطولة في المسلسل الدرامي التلفزيوني (زوجات الجيش Army Wives) حيث تقوم بدور سيدة تدعى (دينيس شيروود Denise Sherwood)وهي زوجة ضابط في الجيش الأمريكي برتبة لفتنانت كولونيل lieutenant colonel حيث تعاني من العنف المنزلي على يد ابنها المراهق خلال موسم العرض الأول.
كاثرين بيل أيضاً لعبت مؤخراً الدور الرئيسي في الفلم التلفزيوني (الساحرة الجيدة The Good Witch) للقناة التلفزيونية هولمارك Hallmark إنتاج عام 2008 وملاحقه الأخرى التالية:
```
(حديقة الساحرة الجيدة The Good Witch's Garden) إنتاج عام 2009
```

و (هدية الساحرة الجيدة The Good Witch's Gift) إنتاج عام 2010
و (أسرة الساحرة الجيدة The Good Witch's Family) إنتاج عام 2011،
حيث شاركت في الإنتاج التنفيذي لكل هذه الأفلام.

## قائمة بالأفلام والمسلسلات التلفزيونية
| اسم الفيلم/المسلسل                | اسم الشخصية                              | تاريخ الإنتاج   |
| --------------------------------- | ---------------------------------------- | --------------- |
| Death Becomes Her                 | البديل البدني المزدوج لايزابيلا روسيليني | 1992            |
| Mother of the Bride               | Chastity                                 | 1993            |
| Dream On                          | Kay Meadows                              | 1994            |
| Men of War                        | Grace Lashield                           | 1994            |
| Vanishing Son                     | Kelly +Rachel                            | 1995            |
| Alien Nation: Body and Soul       | Cop                                      | 1995            |
| Friends                           | Robin                                    | 1995            |
| The Naked Truth                   |                                          | 1995            |
| Hot Line                          | Cat                                      | 1996            |
| Hercules: The Legendary Journeys  | Cynea                                    | 1997            |
| Crash Dive                        | Lt. Cmdr. Lisa Stark                     | 1997            |
| Sin City Spectacular              |                                          | 1998 - 1999     |
| Black Thunder                     | Lisa                                     | 1998            |
| Cab to Canada                     | Sandy                                    | 1998            |
| Thrill Seekers                    | Elizabeth Wintern                        | 1999            |
| Bruce Almighty                    | Susan Ortega                             | 2003            |
| Waking the Dead                   | Sam James                                | 2003            |
| JAG                               | Maj./Lt. Col. Sarah MacKenzie            | 1996–2005       |
| Babak and Friends A First Norooz  | Layla                                    | 2005            |
| The Triangle                      | Emily Patterson                          | 2005            |
| Threshold                         | Dr. Daphne Larson                        | 2006            |
| Company Town                      | Maggie Shaunessy                         | 2006            |
| Law & Order: Special Victims Unit | Naomi Cheales                            | 2006            |
| Still Small Voices                | Michael Summer                           | 2006            |
| Army Wives                        | Denise Sherwood                          | 2007 - حتى الآن |
| Evan Almighty                     | Susan Ortega                             | 2007            |
| The Good Witch                    | Cassandra Nightingale                    | 2008            |
| The Good Witch's Garden           | Cassandra "Cassie" Nightingale           | 2009            |
| The Good Witch's Gift             | Cassandra "Cassie" Nightingale           | 2010            |
| The Good Witch's Family           | Cassandra "Cassie" Nightingale           | 2011            |
| The Last Man Standing             | Abby Collins                             | 2011            |

## الجوائز
| السنة | الجائزة                | الفئة                          | العمل الفني                            | النتيجة                |
| ----- | ---------------------- | ------------------------------ | -------------------------------------- | ---------------------- |
| 2006  | جائزة زحل Saturn Award | أفضل ممثلة مساعدة في التلفزيون | المسلسل التلفزيوني المثلث The Triangle | رشحت ولم تفز Nominated |

## روابط خارجية
- كاثرين بيل على موقع IMDb (الإنجليزية)
- كاثرين بيل على موقع روتن توميتوز (الإنجليزية)
- كاثرين بيل على موقع ألو سيني (الفرنسية)
- كاثرين بيل على موقع تيرنر كلاسيك موفيز (الإنجليزية)
- كاثرين بيل على موقع أول موفي (الإنجليزية)
- كاثرين بيل على موقع قاعدة بيانات الأفلام السويدية (السويدية)
- كاثرين بيل على موقع إن إن دي بي (الإنجليزية)
- كاثرين بيل على موقع قاعدة بيانات الفيلم (الإنجليزية)
- كاثرين بيل على موقع كينوبويسك (الروسية)